# 谢默霍芬
谢默霍芬是德国巴登-符腾堡州的一个市镇。总面积50.18平方公里，总人口7834人，其中男性3906人，女性3928人（2011年12月31日），人口密度156人/平方公里。